# Теорема Безу (алгебрична геометрія)
Теорема Безу — твердження в алгебричній геометрії, що описує кількість спільних точок, або точок перетину, двох плоских алгебричних кривих, які не мають спільної компоненти (тобто не мають нескінченно багато спільних точок). Теорема стверджує, що кількість спільних точок таких кривих не перевищує добутку їх степенів, і має місце рівність, якщо враховувати нескінченно віддалені точки і точки з комплексними координатами (або, більш загально, з координатами з алгебричного замикання основного поля), і якщо точки враховувати з кратностями, рівними індексам перетину.
Теоремою Безу також називають узагальнення на вищі розмірності: нехай є n однорідних многочленів від n + 1 змінної, степенів {\displaystyle d_{1},\ldots ,d_{n}}, які задають n гіперповерхонь в проєктивному просторі розмірності n. Якщо кількість точок перетину гіперповерхонь є скінченною над алгебричним замиканням основного поля, то вона рівна {\displaystyle d_{1}\cdots d_{n}} з урахуванням кратності. Як і в випадку кривих на площині, для афінних гіперповерхонь, якщо не враховувати кратності і нескінченно віддалені точки, теорема дає тільки верхню межу на кількість точок, яка часто досягається. Вона відома як межа Безу.

## Твердження теореми
Нехай X і Y — дві плоскі алгебричні криві, задані над полем F, які не мають спільної компоненти (ця умова означає, що X і Y визначено многочленами, найбільший спільний дільник яких є константою; зокрема, це вірно для двох «загальних» кривих). Тоді загальна кількість точок перетину X і Y з координатами в алгебраїчно замкнутому полі E, що містить F, порахована з урахуванням кратності, дорівнює добутку степенів X і Y.
Узагальнення на вищі розмірності може бути сформульовано таким чином:
Нехай дано n проєктивних гіперповерхонь в проєктивному просторі розмірності n над алгебрично замкнутим полем, задані n однорідними многочленами від n + 1 змінної, степенів {\displaystyle d_{1},\ldots ,d_{n}.} Тоді або кількість точок перетину є нескінченною, або ця кількість, порахована з урахуванням кратності, дорівнює добутку {\displaystyle d_{1}\cdots d_{n}.} Якщо гіперповерхні приводиться і знаходяться в загальному положенні, то є {\displaystyle d_{1}\cdots d_{n}} точок перетину, всі з кратністю 1.

## Індекс перетину
Найбільш тонкою частиною теореми Безу і її узагальнень на випадок k алгебричних гіперповерхонь в k-вимірному проєктивному просторі є процедура зіставлення точкам перетину правильних кратностей. Якщо P — спільна точка двох плоских алгебричних кривих X і Y, яка є неособливою точкою обох з них, причому дотичні X і Y в точці P різні, то індекс перетину є рівним 1. Це відповідає випадку «трансверсального перетину». Якщо криві X і Y мають спільну дотичну в точці P, то кратність дорівнює як мінімум 2. 
Існують різні варіанти означення кратності перетину плоских кривих. Наприклад якщо {\displaystyle F,G} є двома кривими у {\displaystyle k[X,Y]}, що не мають спільної компоненти і {\displaystyle P=(a,b)} — їх спільна точка, То можна розглянути локальне кільце {\displaystyle O_{P}}. Це кільце складається з раціональних функцій від двох змінних, знаменник яких не рівний нулю в точці P. Тоді фактор-кільце {\displaystyle O_{P}/(F,G)} за ідеалом, породженим многочленами {\displaystyle F,G} є {\displaystyle k}-векторним простором скінченної розмірності. Розмірність цього простору і називається індексом перетину кривих {\displaystyle V(F),V(G)} у точці {\displaystyle (a,b)}. 
Якщо позначити індекс перетину однорідних многочленів {\displaystyle F,G} у точці {\displaystyle P} як  {\displaystyle I(P,F\cap G)} то твердження теореми Безу для плоских кривих можна записати як: 
{\displaystyle \sum _{P\in \mathbb {P} ^{2}(k)}I(P,F\cap G)=\deg F\cdot \deg G,}

## Приклади
- Дві різні непаралельні прямі (що лежать в одній площині) завжди перетинаються рівно в одній точці. Дві паралельні прямі перетинаються в єдиній нескінченно віддаленій точці. Наприклад у проєктивному просторі прямі x + 2y  = 3 і x + 2y  = 5 задаються однорідними рівняннями x + 2y  - 3z  = 0 і x + 2y  - 5z  = 0. Розв'язуючи цю систему рівнянь, отримуємо x = -2y  і z = 0, що відповідає точці (-2: 1: 0) в однорідних координатах. Так як координата z дорівнює 0, ця точка лежить на нескінченно віддаленій прямій.
- Окремий випадок, коли одна з кривих є прямою, може бути виведений з основної теореми алгебри. У цьому випадку теорема стверджує, що алгебрична крива степеня n перетинає дану пряму в n точках з урахуванням кратності. Наприклад, парабола, задана рівнянням  y - x2 = 0, має степінь 2; пряма y - ax = 0 має степінь 1, і вони перетинаються рівно в двох точках, якщо a ≠ 0, і дотикаються в початку координат (перетинаються з кратністю два), якщо a = 0.
- Два конічні перетини перетинаються в загальному випадку в 4 точках, деякі з яких можуть збігатися. Щоб правильно порахувати всі точки перетину, потрібно ввести комплексні координати і врахувати точки, що лежать на нескінченно віддаленій прямій в проєктивній площині. Наприклад:

- Два кола ніколи не перетинаються більш ніж в двох точках на дійсній площині, тоді як згідно теореми Безу має бути чотири. Невідповідність виникає через те, що будь-яке коло проходить через дві фіксовані комплексні нескінченно віддалені точки. Записуючи рівняння кола

{\displaystyle (xa)^{2}+(yb)^{2}=r^{2}}
в однорідних координатах, отримуємо 
{\displaystyle (x-az)^{2}+(y-bz)^{2}-r^{2}z^{2}=0,}
звідки видно, що дві точки (1: i: 0) і (1: - i: 0 ) лежать на будь-якому колі. Коли два кола не перетинаються у дійсній площині, дві інші точки перетину мають ненульові уявні частини, або якщо два кола мають єдиний центр, то вони перетинаються в двох нескінченних точках з кратністю два.
- Будь-яка коніка, відповідно до теореми, повинна перетинати нескінченно віддалену пряму в двох точках. Гіпербола перетинає її в двох дійсних точках, що відповідають двом напрямкам асимптот. Еліпс перетинає її в двох комплексно спряжених комплексних точках — у випадку кола, в точках (1: i: 0) і (1: - i: 0). Парабола перетинає її тільки в одній точці яка є точкою дотику і тому рахується двічі.

- У прикладах нижче коло задане рівнянням x2+y2-1=0 і еліпси перетинаються у точках з кратністю перетину більшою 1:

| x2+4y2-1=0 Дві спільні точки з кратністю перетину 2 | 5x2+6xy+5y2+6y-5=0 Точки з кратністю 1 і кратністю 3 | 4x2+y2+6x+2=0 Точка з кратністю перетину 4 |

## Нарис доведення
Доведення теореми Безу загалом залежить від означення індексу перетину в точці і в загальному випадку може бути досить складним. Відносно просто можна довести, що кількість точок перетину є не більшою, ніж добуток їх степенів mn. Виберемо спершу точку S, що не належить жодній із кривих і довільну пряму L, таку, що {\displaystyle S\not \in L}. Через заміну проєктивних координат можна вважати, що S = (0: 0: 1) і L є прямою z = 0. Кожна пряма L', що проходить через точку S і довільну точку перетину кривих X і Y може містити лише скінченну кількість точок перетину цих кривих оскільки у них немає спільних компонент. Якщо (x: y: z)  — координати згаданої вище точки перетину, то пряма  L' перетинається з прямою z = 0 у точці (x: y: 0) (інакше кажучи (x: y: 0) є проєкцією точки перетину з точки S на пряму z = 0).
Запишемо рівняння для X і Y в однорідних координатах (після можливого перетворення координат) як
{\displaystyle a_{0}z^{m}+a_{1}z^{m-1}+\dots +a_{m-1}z+a_{m}=0}
{\displaystyle b_{0}z^{n}+b_{1}z^{n-1}+\dots +b_{n-1}z+b_{n}=0}
де ai і bi — однорідний многочлен степеня i від x і y. Оскільки точка S = (0: 0: 1) не належить жодній кривій, то {\displaystyle a_{0}\neq 0,\;b_{0}\neq 0.} Точка з координатами (x: y: 0) буде проєкцією деякої точки перетину X і Y на пряму z = 0, тоді і тільки тоді коли ці рівняння (як многочлени від z при конкретних значеннях x, y мають спільний корінь). Сформуємо матрицю Сильвестра; наприклад у випадку m = 4, n = 3 вона буде рівною: 
{\displaystyle S={\begin{pmatrix}a_{0}&a_{1}&a_{2}&a_{3}&a_{4}&0&0\\0&a_{0}&a_{1}&a_{2}&a_{3}&a_{4}&0\\0&0&a_{0}&a_{1}&a_{2}&a_{3}&a_{4}\\b_{0}&b_{1}&b_{2}&b_{3}&0&0&0\\0&b_{0}&b_{1}&b_{2}&b_{3}&0&0\\0&0&b_{0}&b_{1}&b_{2}&b_{3}&0\\0&0&0&b_{0}&b_{1}&b_{2}&b_{3}\\\end{pmatrix}}.}
Визначник матриці S, який також називається результантом двох многочленів, дорівнює 0 тоді і тільки тоді, коли два рівняння мають спільний розв'язок. Визначник |S| є однорідним многочленом від x і y і одним  з його одночленів є (a0)n (bn)m, тому визначник має степінь mn. 
Два рівняння вище можуть мають спільний корінь для тих і тільки для тих x і y для яких результант є рівним нулю. За основною теоремою алгебри він може бути розкладений на mn лінійних множників деякі з них можуть бути однаковими. Відповідно може бути щонайбільше mn різних пар координат x і y для кожної з яких результант рівний 0. У кожному з цих випадків (x: y: 0) буде проєкцією деякої точки перетину X і Y на пряму z = 0. Оскільки вона може бути проєкцією лише скінченної кількості точок перетину то загальна кількість точок перетину теж є скінченною.
Щоб довести, що ця кількість не може бути більшою mn треба зауважити, що оскільки кількість точок перетину є скінченною, то скінченною є також кількість прямих, що їх сполучають. Тоді можна обрати таку точку  S, що не належить не лише двом алгебричним кривим але і прямим, що сполучають їх точки перетину. Повторюючи попередні аргументи одержуємо щонайбільше mn проєкцій кожна з яких є проєкцією лише однієї точки перетину.
Цей процес також підказує введення індексу перетину при якому виконується теорема Безу. Нехай криві задаються тими ж рівняннями, що і вище і точка (0: 0: 1) не належить жодній із кривих X і Y, а також жодній із прямих, що сполучає їх точки перетину. Тоді для кожної точки перетину (x: y: z) точка (x: y) є коренем однорідного многочлена |S| визначеного як і вище. Навпаки для кожного кореня x: y існує єдина точка перетину кривих X і Y. Індексом перетином у цій точці можна взяти кратність (x: y) як кореня однорідного многочлена. При такому означенні твердження теореми Безу очевидно виконується.
Проблемою є те що означення кратності залежить від координат і доведення його інваріантності при заміні проєктивних координат у загальному випадку не є простим.